# Chiesa di San Giovanni Battista (Fuipiano Valle Imagna)
La chiesa di San Giovanni Battista è il principale luogo di culto cattolico della località di Fuipiano Valle Imagna in provincia e diocesi di Bergamo; fa parte del vicariato di Rota d'Imagna.

## Storia
La prima citazione di una chiesa intitolata a san Giovanni Battista è inserita in una nota posta sull'ultima pagina di un messale: 
A dì 15 di zugno cioè lo dì di S.Vito e Modesto fu dedicata er deponuta la prima pietra di S. Jo. Baptista di Foipiano che fo del 1423
 Questo ne darebbe la datazione alla sua costruzione al 15 giugno 1423. Alcuni legati datati 1446 e 1449  ne confermerebbero la presenza nel XV secolo.
Ulteriore citazione risale al 1561. La parrocchiale di Fuipiano Imagna risulta inserita nel registro delle commende episcopali che elencano le nomine di quei parroci confermate dal vescovo ogni sei mesi, e stipendiati dalla comunità della vicinia presso la quale si trovavano a officiare a causa della mancanza o esiguità del beneficio parrocchiale, insufficiente a mantenere il clero.
Nel 1575, dopo che furono istituiti i vicariati foranei dal vescovo Federico Corner per ottemperare alle disposizioni del primo concilio provinciale del 1564 e confermato nel III sinodo del 1574, risulta inserita nella pieve di Almenno San Salvatore. Il 13 ottobre del medesimo anno la chiesa fu visitata da san Carlo Borromeo arcivescovo di Milano. Dagli atti si deduce che vi erano cinque altari gestiti dalle scuole del Corpo di Cristo e di Santa Maria, ed era senza reddito e il parroco era stipendiato dalla comunità. Dagli atti della visita di san Gregorio Barbarigo si deduce che la chiesa era inserita nella vicaria di Almenno, l'unico sacerdote era pagato dalla comunità
La chiesa fu gravemente danneggiata il 28 giugno 1633 da un fulmine che fece rovinare il campanile che cadendo sull'aula ruppe parte di un altare. Il 9 agosto 1672 un ulteriore danno fu causato sempre da un evento naturale con rovine all'altare del Crocifisso. La chiesa fu quindi oggetto di restauro nell'arco del Settecento.
Nel 1666 la chiesa fu inserita nel “Sommario delle chiese di Bergamo”, elenco redatto dal cancelliere della curia vescovile Giovanni Giacomo Marenzi e indicata sotto l'invocazione di san Giovanni Battista, e definita "nullius plebis". La chiesa era "mercenaria" della vicinia che stipendiava il curato mercenario, e vi erano le scuole del Santissimo Sacramento che reggeva l'altare maggiore e del Rosario che gestiva l'altare omonimo. Sussidiare della parrocchiale vi era l'oratorio dedicato a San Filippo Neri e a San Francesco di Paola.
l 1728 furono eseguiti lavori di innalzamento della navata e del presbiterio con lavori di affrescatura con nuovi dipinti opere di Giuseppe Antonio Orelli. Negli anni successivi fu edificato il protiro in facciata e il porticato esterno.
Nel 1778 la chiesa fu nuovamente visitata dal vescovo Giovanni Paolo Dolfin alla cui relazione fu inserito un documento stilato dall'allora parroco che indica che presenza di cinque altari retti dalle scuole del Santissimo Sacramento che reggeva il maggiore della Madonna con la scuola del Santo Rosario e presso quello dei santi Fermo e Rustico la scuola della dottrina cristiana. In prossimità vi erano gli oratori campestri intitolati a san Francesco de' Paoli e Filippo Neri, e quello della Madonna dei Dolori. Il parroco coadiuvato da due cappellani era proposto alla cura dei parrocchiani.
L'Ottocento vide nuovi lavori all'edificio con la formazione della nuova cappella dedicata alla Madonna di Lourdes nel 1860 con la nuova consacrazione dal vescovo di Bergamo Gaetano Camillo Guindani il 12 agosto 1900. Duyrante tutto il Novecento si susseguirono lavori di mantenimento e ammodernamento con la ripittura degli affreschi e dei decori.
Con decreto del 27 maggio 1979 del vescovo Giulio Oggioni la parrocchiale è inserita nel vicariato locale di Rota d'Imagna.

## Descrizione

### Esterno
L'edificio di culto posto in posizione sopraelevata è anticipato da un ampio sagrato e presenta la facciata a capanna preceduta dal protiro. Questa si compone da tre corpi di fabbrica di cui quelli laterali di misura inferiore a copertura a falda unica. Le due parti presentano sul lato nord il porticato con colonne complete di basamento e coronate da capitello in pietra locale.
Il campanile posto dietro l'edificio ha l'alta basa in pietra locale e prosegue nelle tre sezioni successive contornate sempre in pietra culminante con cella campanaria.

### Interno
L'interno a pianta rettangolare e unica navata è diviso da paraste in cinque campate. Le paraste hanno un alto basamento in marmo arabescato e sono coronate da capitelli con volute dorate che reggono la trabeazione e il cornicione dove s'imposta la volta a botte decorata da stucchi e pitture settecentesche. I medaglioni posti sulla volta della navata conservano gli affreschi raffiguranti la Resurrezione di Gesù Cristo, l'Ascensione, la Discesa dello Spirito Santo, l'Assunzione di Maria e l'Incoronazione della Vergine.

La zona del presbiterio anticipata dall'arco trionfale è a pianta rettangolare e di misure inferiori rispetto alla navata, e sopraelevata da tre gradini in marmo e balaustre marmoree che la delimitano lateralmente.  A destra vi è l'organo a canne della ditta Serassi. L'altare maggiore in marmi policromi termina con la tribuna dove è posta la statua di san Giovanni Battista e conserva nelle mensa le reliquie dei santi Clemente, Felice e Pellegrini donati dal vescovo di Bergamo. La volta a botte conserva decorazioni a stucco e affreschi. L'abside semicircolare conclude il coro con copertura da semicupola a spicchi.
La chiesa conserva il dipinto Addolorata considerata l'opera primaria di Carlo Ceresa, nativo di San Giovanni Bianco.